# Sulfate de chondroïtine
Le  sulfate de chondroïtine ou chondroïtine sulfate est un glycosaminoglycane présent dans le tissu conjonctif. Le principe actif est utilisé dans un médicament prescrit contre l’arthrose, commercialisé sous différents noms mais considéré inefficace et déremboursé en France depuis 2013.

## Mécanisme d'action
Le chondroïtine sulfate est un composant de la matrice du cartilage. Il permet de maintenir la pression osmotique en absorbant l'eau et d'aider à hydrater le cartilage. Il contribue aussi à la flexibilité et à l'élasticité de l'os. Il sert par ailleurs d'agent chondroprotecteur en protégeant le cartilage contre les réactions enzymatiques et contre les dommages dus aux radicaux libres (y compris le monoxyde d'azote largué par les chondrocytes).
L'unité de base du chondroïtine sulfate est l'acide glucuronique lié en β1-3 au N-acétyl galactosamine-6-sulfate. Chaque unité disaccharidique est reliée à la suivante par une liaison β1-4. Le chondroïtine sulfate varie dans sa composition en fonction des espèces animales même si la structure de base est principalement inchangée.

## Efficacité contestée
Certains utilisent le chondroïtine sulfate dans le traitement de l'arthrose en traitement d'appoint (traitement de première intention : anti-inflammatoires); il est généralement prescrit en association avec le sulfate de glucosamine, dans lequel le premier aide à prévenir de nouveaux dommages et le second aide à former du cartilage. Son efficacité est cependant contestée,,.
L'un des problèmes trouvés dans les études sur le traitement de l'arthrose est que l'effet placebo est important. Cependant les anti-arthrosiques d'action lente sont ceux qui donnent les meilleurs résultats.
La glucosamine ou le chondroïtine sulfate utilisés seuls ou en association ne démontrent pas leur efficacité dans les douleurs communes d'arthrose du genou, même s'il pourrait exister une efficacité dans les cas où les douleurs sont les plus importantes.

## Contre-indication
La prise de chondroïtine sulfate en complément alimentaire pourrait entraîner la prolifération de certains mélanomes,. La prise de ce médicament est donc déconseillée aux personnes atteintes de mélanomes.

## En justice
La forme commerciale du sulfate de chondroïtine, le Chondrosulf, est déremboursée en 2013. La société Genevrier, pour qui ce produit représentait 60 millions d’euros de chiffre d’affaires avant 2015, s'engage dans des procédures de remise en question des études défavorables au médicament, et utilise pour cela un rapport de David Naccache considéré par certains experts comme frauduleux.